# Abu-Ishaq al-Ilbirí
Abu-Ishaq Ibrahim ibn Massud ibn Saïd at-Tujibí al-Ilbirí, conegut simplement com a Abu-Ishaq al-Ilbirí (finals del segle x - 1067) fou un poeta andalusí originari de Medina Elvira (Ilbira). En els seus poemes va prendre posició contra la influència dels jueus al regne de Granada i contra les atribucions excessives al visir jueu Samuel ibn Nagrella i després al seu fill Yosef que el va succeir en el càrrec el 1056/1057. L'emir Badis ibn Habús li va assignar residència forçosa a la ràbita d'Al-Ukab a la serra d'Elvira; llavors va escriure un famós poema que fou una de les causes de la revolta de Granada que va derivar en pogrom el 30 de desembre de 1066, en el que va morir Josep ben Samuel i tres mil jueus.